# From Chaos to Eternity
Albums de Rhapsody of Fire
The Frozen Tears of Angels
(2010) Dark Wings of Steel
(2013)
From Chaos to Eternity est le neuvième album studio du groupe de power metal italien Rhapsody of Fire, sorti en juin 2011. Christopher Lee est une nouvelle fois présent à la narration.

## Sortie
Sa sortie, annoncée en décembre 2010 pour le printemps 2011, a été officiellement confirmée le 16 mars pour le 17 juin 2011. En complément d'une édition standard avec un livret de 24 pages, est également disponible une édition spéciale limitée avec un livret de 48 pages.

## Titres
| No | Titre | Durée |
| -- | --- | ----- |
| 1. | Ad Infinitum | 1:30  |
| 2. | From Chaos to Eternity | 5:45  |
| 3. | Tempesta Di Fuoco | 4:48  |
| 4. | Ghosts of Forgotten Worlds | 5:35  |
| 5. | Anima Perduta | 4:46  |
| 6. | Aeons of Raging Darkness | 5:46  |
| 7. | I Belong to the Stars | 4:55  |
| 8. | Tornado | 4:57  |
| 9. | Heroes of Waterfall’s Kingdom (I. Lo Spirito Della Foresta, II. Realm of Sacred Waterfalls, III. Thanor’s Awakening, IV. Northern Skies Enflamed, V. The Splendour of Angel’s Glory (A Final Revelation)) | 19:32 |

Piste bonus édition japonaise et édition limitée : Flash of the Blade (Iron Maiden Cover)